# Pleše
Pleše (německy Plasche) jsou obec v okrese Jindřichův Hradec v Jihočeském kraji. Žije zde 182 obyvatel. Ve vzdálenosti osm kilometrů leží západně město Veselí nad Lužnicí, deset kilometrů severozápadně město Soběslav, patnáct kilometrů východně město Jindřichův Hradec a 21 kilometrů jižně město Třeboň.
Součástí obce jsou také samoty Fejralka a Lhota.

## Historie
První písemná zmínka o vesnici pochází z roku 1382.

## Přírodní poměry
Severozápadně nad obcí se nachází kopec Chlum (514 metrů), ze kterého je rozhled do širokého okolí a umožňuje celkový pohled i na obec. Dříve se zde nacházela vojenská pozorovatelna, po které jsou zde stále patrné pozůstatky jako okopy.

## Obyvatelstvo
| Rok            | 1869 | 1880 | 1890 | 1900 | 1910 | 1921 | 1930 | 1950 | 1961 | 1970 | 1980 | 1991 | 2001 | 2011 | 2021 |
| -------------- | ---- | ---- | ---- | ---- | ---- | ---- | ---- | ---- | ---- | ---- | ---- | ---- | ---- | ---- | ---- |
| Počet obyvatel | 485  | 525  | 468  | 471  | 499  | 489  | 434  | 309  | 306  | 267  | 236  | 182  | 178  | 181  | 171  |
| Počet domů     | 72   | 73   | 75   | 74   | 74   | 73   | 83   | 84   | 81   | 78   | 78   | 94   | 93   | 97   | 98   |

## Obecní správa
Mezi lety 1850–1976 byly Pleše obcí v okrese Třeboň (1850–1930), posléze v okrese Soběslav (1950) a později v okrese Jindřichův Hradec. Od 30. dubna 1976 do 30. června 1990 patřily jako část města ke Kardašově Řečici a od 1. července 1990 jsou opět samostatnou obcí. V letech 1850–1889 k obci patřily Nítovice, v letech 1960–1976 Újezdec, Višňová a Záhoří a od 1. července 1974 do 29. dubna 1976 také Doňov.

### Obecní symboly
Znak a vlajka byly obci uděleny rozhodnutím předsedy Poslanecké sněmovny Parlamentu České republiky dne 15. června 2015.

## Pamětihodnosti
- Kaple svatého Jana a Pavla ze 17. století
- Výklenková kaplička svatého Jana Nepomuckého
- Venkovská usedlost čp. 41